# Attre
Attre (in vallone Ate-dilé-Brujlete) è un villaggio belga nella provincia di Hainaut, Vallonia, situato sulle rive del Dendre orientale, a pochi chilometri dalla città di Ath.
Dal al punto di vista amministrativo, si tratta di un ex-comune, dal 1977 accorpato alla municipalità di Brugelette.

## Etimologia
L'origine del nome di "Attre" deriva dal latino "atrium" dell'atrio che è stato usato in passato per designare il piccolo terreno che serve come cimitero nelle chiese.

## Storia
La città ha sofferto molto durante la Prima Guerra Mondiale, in particolare 9 marzo 1918 quando un'esplosione distrusse la stazione che conteneva 365 vetture cariche di munizioni. 2/3 di queste munizioni erano armi chimiche. Ci sono voluti otto mesi e fino a 800 uomini per la pulizia del sito. Dagli archivi sappiamo che 114.870 munizioni chimiche e circa 14.000 razzi sono stati in seguito recuperati e sepolti in sei posti differenti. Queste munizioni sono stati poi distrutte durante i servizi di sminamento attivati dal 1950 al 1954 e nel 2006, ma non sono mai stati effettuati studi per verificare l'assenza degli effetti dell'inquinamento in questi sei siti.

## Luoghi di interesse

### Castello di Attre
Antico castello fondato nel 1752 dal conte di Gomegnies François- Philippe Franeau di Hyon.

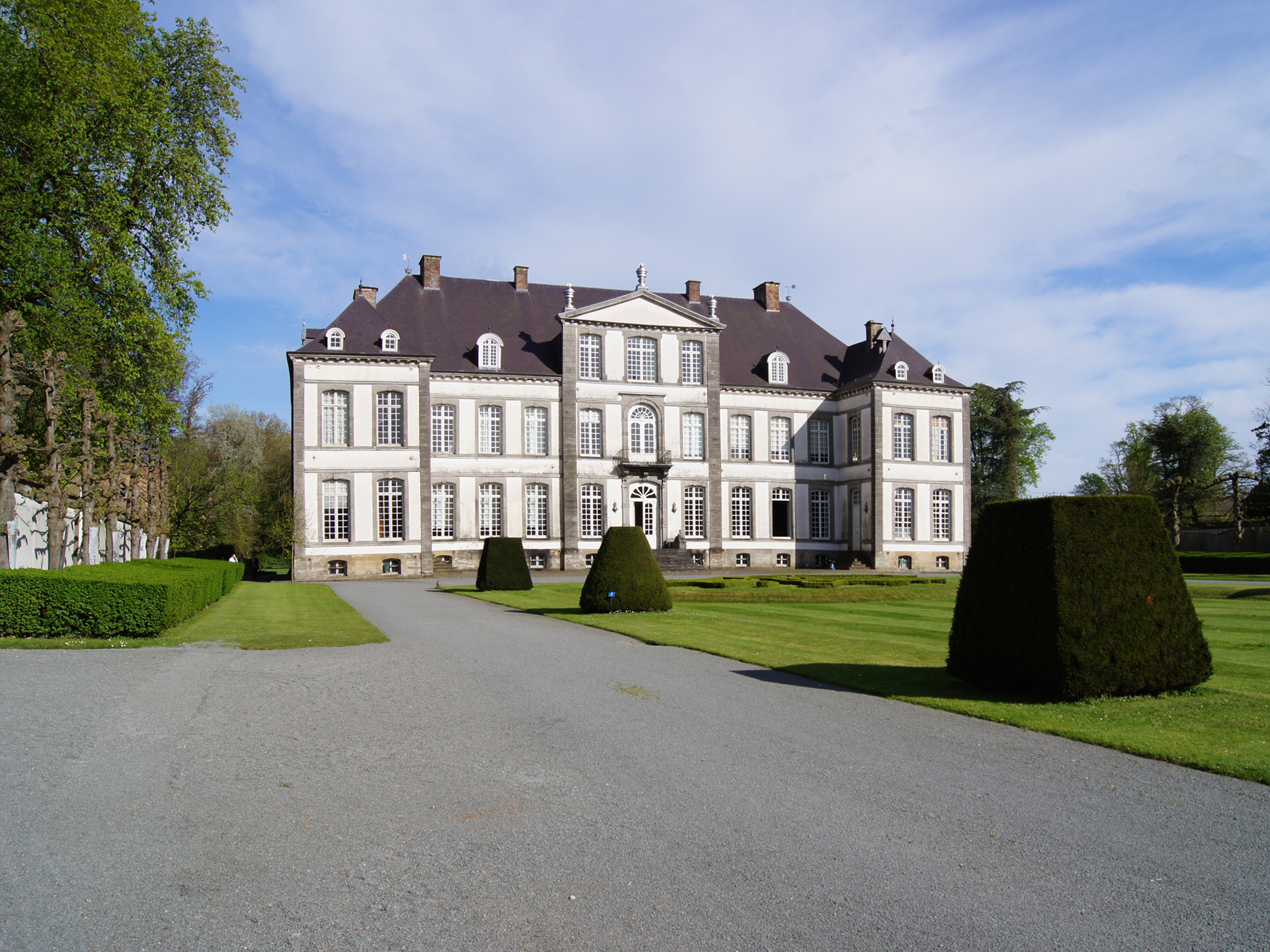
il Castello di Attre